# آفرینش (روزنامه)
آفرینش یکی از روزنامه‌های منتشره در ایران می‌باشد. این روزنامه هشت صفحه دارد. صفحه اول به سرخط مهمترین اخبار اشاره ای کوتاه دارد. درصفحه دوم با عنوان سیاسیت به اخبار سیاسی داخل و خارج کشور اشاره می‌کند. صفحه سوم چاپ اخبار مرتبط به دانشگاه و در صفحه چهارم به چاپ آگهی و اعلامیه می‌پردازد. صفحه پنجم این روزنامه به مطالب علمی و پزشکی اختصاص دارد. صفحهٔ ششم اخبار اقتصادی و صفحه هفتم آن با عنوان مرز پرگهر به اخبار مربوط خدمات در داخل کشور می‌پردازد و در نهایت صفحه هشتم اخبار ورزشی است.